# Compsoptera obscura
Compsoptera obscura är en fjärilsart som beskrevs av Bethune-Baker 1885. Compsoptera obscura ingår i släktet Compsoptera och familjen mätare. Inga underarter finns listade i Catalogue of Life.